# Nuba (música)

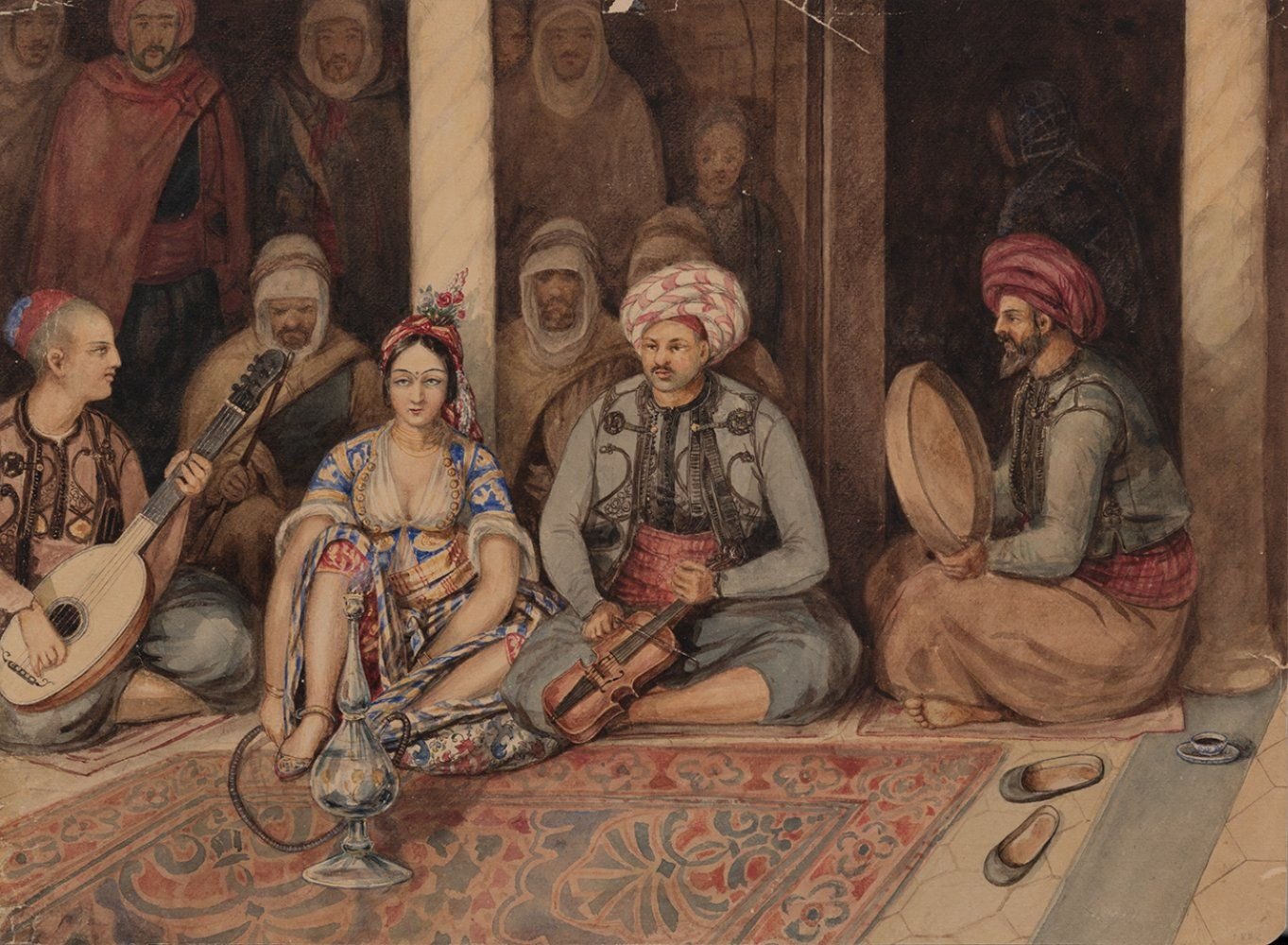
Fiesta cortesana magrebí, con músicos interpretando laúd, violín y bendir.

La nuba (en árabe: نُوبَة‎ nūbah) o nuba andalusí (نوبة أندلسيّة nūbah andalusiyyah) es un género musical cuyos orígenes se remontan al siglo vii en al-Ándalus, aunque en la actualidad es más típico de los países magrebíes, es decir, de Argelia, Libia, Marruecos y Túnez. La nuba es el estilo más representativo y fundamental de la música andalusí, por ser su forma más estructurada y refinada. Se suele interpretar con laúd, rebab, canún y flauta ney, acompañados de una percusión de bendir y darbuka, y más modernamente violonchelo y violín. También una voz monódica que se caracteriza por un uso intensivo de melismas. Las letras, usualmente con temática amorosa, provienen de la poesía andalusí.
A nivel musical, cada nuba se basa en un maqam específico, el cual define la escala y los intérvalos. El maqam, que es el sistema modal árabe, se diferencia del sistema tonal occidental en que usa cuartos de tono y microtonos, lo que le da a la música andalusí su particular sonoridad melismática.

## Terminología
El término «nuba» proviene del árabe dialectal نُوبَة nūba (pl. nūbāt), a su vez del árabe clásico نَوْبَة nawba (pl. نَوْبَات nawbat), y significa ‘sucederse’, ‘esperar su turno’, ya que los músicos se alternaban por turnos para interpretar ante la corte. En este sentido, nuba también podría significar ‘orden’, aunque al final en su acepción coloquial llegó a evocar el desorden y las alteraciones propias de esta música.
En los textos manuscritos de los siglos XVIII y XIX, el término nuba se usa con frecuencia para referirse al arte arabo-andalusí. Antiguamente el género era conocido como صوت ṣawt (‘voz, sonido’).
En la actualidad, la denominación de este género musical varía según la región. Por ejemplo, en Marruecos es más comúnmente llamado آلة ʾāla, que significa ‘instrumento’. Se contrapone al سماع samāʿ (‘escucha’), que es una música esencialmente vocal y de carácter sagrado. La transmisión de este término debió ser oral, ya que no aparece en el manuscrito de Al-Haik.
En Argelia, si bien antiguamente sí era conocido como nuba, a partir del siglo XX se empezó a conocer más como صَنْعَة ṣanʿa (‘oficio’), especialmente en Argel. El término غرناطي gharnāṭī (‘granadino’) hace referencia al estilo de la escuela de Tremecén. En Constantina y en Túnez, la música culta tradicional recibe el nombre de مالوف maluf (‘tradicional’). Este término ha tenido mayor difusión en la tradición oral que en los textos escritos.

## Historia

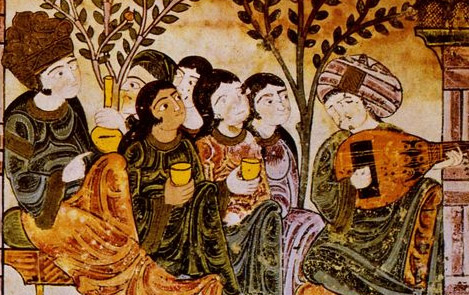
Manuscrito medieval; canto con laúd en un jardín para una dama noble

La nuba se define históricamente por la intención de reunir piezas dispersas para formar conjuntos de gran envergadura. En el siglo XII, Ahmad al-Tifachi menciona que algunos músicos conocían hasta quinientas nubas. Probablemente, se trataba de piezas mucho más cortas que el repertorio actual, insertadas en una forma de cuatro movimientos cuyos nombres él mismo menciona: nashid, sawt, muwashshah y zadjal.
Al-Maqqari utiliza el término nuba para referirse al turno de cada músico. Señala que el concierto andalusí seguía una sucesión de cuatro movimientos: nashid (‘himno’), como pieza de apertura; seguido del basit (simple o lento); luego venían las piezas denominadas muharrakât (las móviles), que probablemente predisponían a la danza; y finalmente, los aházij (cantos).
Las nubas fueron introducidas en Al-Ándalus por Ziryab en el siglo IX, inicialmente como un arte traído de Oriente, destacando la noción de sawt con predominancia de la qasida. Ziryab es considerado el padre de la música andalusí, ya que estableció sus fundamentos. Con el tiempo, sus sucesores fueron eliminando poco a poco la influencia oriental, dando lugar a un arte andalusí autónomo. Así, coexistieron dos repertorios: el moderno, basado en el muwashshah y el zéjel, y el antiguo, fundamentado en la qasida.
El periodo comprendido entre el siglo XV y finales del siglo XVIII es el más desconocido. Durante esta larga etapa, las nubas debieron transformarse. En cambio, el siglo X fue el siglo por excelencia de esta música, ya que nunca antes había sido tan interpretada, grabada, discutida y analizada. Se convirtió en un elemento mítico en la conciencia árabe. No obstante, este legado no ha dejado de enriquecerse con el tiempo. Su estado actual no es comparable con la música en la víspera de la Toma de Granada en 1492. El universo de las nubas no constituye un mundo cerrado, ya que continuamente se han incorporado nuevos poemas al repertorio.
Dependiendo de si un músico se identifica con Granada, Sevilla o Córdoba, su música será distinta, especialmente en la época de la Reconquista. Muchos músicos, tanto musulmanes como judíos, tuvieron que huir de los reinos católicos de España y Portugal, refugiándose en el Magreb. Allí fundaron escuelas, y aunque algunas de ellas se encontraban geográficamente cercanas, interpretaron este género musical de manera diferente. A su vez, otras, situadas a gran distancia entre sí, podían tener estilos similares. De este modo, se habla de diferentes estilos, como el gharnati o el malouf.

## Forma, textos e interpretación
Las ciudades del norte de África han heredado un estilo musical particularmente andaluz de Granada. El término gharnati ('granadino') en Marruecos designa un estilo musical distinto llamado tarab al-ala originario de Córdoba y Valencia, según los autores Rachid Aous y Mohammed Habib Samrakandi en el libro de este último Musiques d'Algérie.
Según la tradición, inicialmente había 24 nūbāt, uno por cada hora del día. Cada nūba debe tener una duración de 1 hora. Las letras son cantadas por un solista o al unísono por un coro, y se eligen a partir de las formas poéticas muwashshah o zajal, que están en árabe clásico y coloquial, respectivamente.. 
Un nūbah andalusí usa una pestaña (similar a un maqam, o modo) por actuación, e incluye varias piezas instrumentales, así como piezas predominantemente vocales acompañadas de instrumentación. Estos difieren en cuanto a mizan (pl. mawazin) o patrón rítmico. El ritmo aumenta dentro de cada una de las cinco secciones. Las secciones son introducidas por piezas instrumentales cortas y varían según la región, el nombre de cada sección que indica el wazn utilizado: 
- En Argelia (12 nubah y 4 incompletos): msaddar, btayhi, darj, insiraf, khlas.[14]
- En Túnez (13 nubah): btaybhi, barwal, darj, khafif, khatm.
- En Marruecos (11 nubah): basit, qayim wa-nisf, btayhi, darj, quddam.[15]

El conjunto instrumental utilizado incluye ud, rabab o rebec, nay, qanun, pandereta y un tambor de copa llamado darbuka. Los instrumentistas también sirven como coro.

## Por país

### Escuela argelina

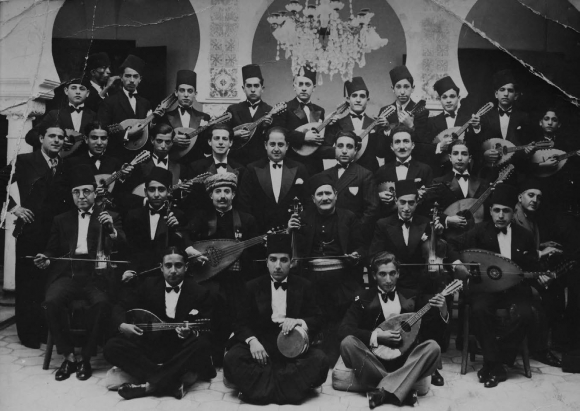
La orquesta de la Moutribia en la década de 1930. A principios del, las asociaciones musicales arabo-andaluzas proliferaban en Argelia.

La nuba recibe nombres específicos en cada región de Argelia···:
sanâa, de la escuela de Argel;
gharnati o sanâa, de la escuela de Tlemcen;
maluf, de la escuela de Constantina.
Estas tres ciudades corresponden a las tres escuelas argelinas de música clásica, cada una de las cuales ha influido en las ciudades cercanas. Sin embargo, según Taoufik Bestandji, el término 

escuela

 es impreciso y ambiguo, ya que no existen diferencias estructurales entre las especificidades de estas «escuelas» Las diferencias notables que pueden percibirse están más relacionadas con influencias locales que con una diferenciación original ligada a las ciudades de Andalucía.
En Argelia existen doce nubas completas y cuatro nubas incompletas. Se basan en un conjunto de dieciséis modos, pero a finales del siglo XIX, Delphin y Guin señalaron la existencia de diecinueve modos. Las nubas argelinas no están clasificadas en un orden particular, pero por consenso se ha llegado a la siguiente disposición:
- nuba al-dhil,
- nuba mjenba (de mujannab, término relacionado con el laúd),
- nuba al-husayn,
- nuba raml al-maya,
- nuba ramal,
- nuba ghrib,
- nuba zidan,
- nuba rasd,
- nuba mazmum,
- nuba sika,
- nuba rast al-dhil,
- nuba maya.

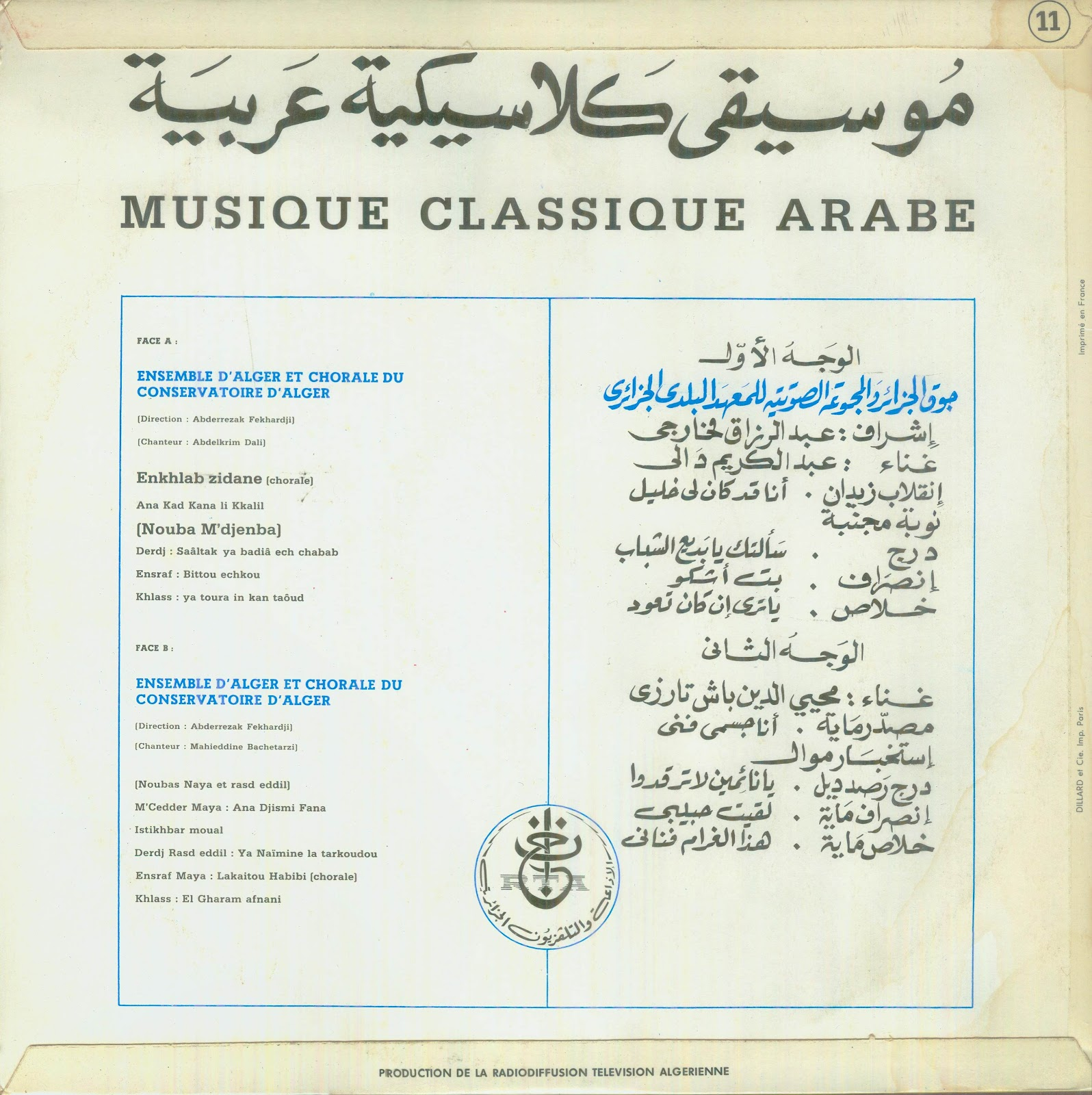
2.º Festival Argelino de Música Andalusí 1969 - Vol. 11.

Este orden adoptado actualmente no es el mencionado a finales del siglo XIX y muestra que el siglo XX influyó considerablemente en el desarrollo de la música arabo-andaluza. El término más antiguo de esta nomenclatura es mazmum. Se menciona en el siglo XIII por Ahmad al-Tifachi y en el siglo XVIII bajo el nombre de mizmoune. Un aire basado en esta modalidad fue documentado por el inglés Thomas Shaw durante su estancia en Argelia hacia mediados del siglo XVIII, correspondiendo a un mouachah.
La nuba raml al-maya es probablemente la más interpretada y apreciada. Se ha grabado en numerosos discos de 78 rpm. Le siguen en popularidad las nubas de mâya, ghrib y dhil.
La nuba argelina consta de cinco movimientos principales: msaddar (‘instalación’), btâyhi (‘alargado’), darj (‘etapa final’), insiraf (‘salida’) y khlâs (‘final’). A menudo, todo el conjunto es precedido por una o dos aperturas cuya procedencia no es andaluza. Además, una tushiya, introducción sin métrica, se integra cada vez más en el repertorio, al igual que el interludio libre istikhbâr.
La nuba argelina se caracteriza por la multiplicidad de versiones de un mismo movimiento. Por ejemplo, en el modo raml al-maya, el primer movimiento, msaddar, tiene dieciocho versiones en la tradición de Constantina, diez en la de Argel y diez en la de Tlemcen. En cuanto al último movimiento, insiraf, Constantina posee veintiocho versiones, Argel treinta y una, y Tlemcen cuarenta y una.
Actualmente, la estructura fundamental de la nuba permanece inalterada en cuanto a los movimientos cantados. Sin embargo, quedan muy pocas piezas instrumentales de la nuba, como mistakhbar al-san'a, tûshiya, tûshiyat al-insirâfât y tûshiyat al-kamâl. La estructura de cinco movimientos vocales se mantiene principalmente en concursos de música clásica y en grabaciones.
En cambio, en conciertos públicos habituales, algunos movimientos clásicos se omiten y se añaden piezas de géneros derivados. Así, los programas suelen incluir movimientos rápidos como insirâf y khlâs.

### Escuela libia
En Libia, el maluf designa un repertorio antiguo originario de Al-Ándalus, y maluf wa-muwashahat se refiere a composiciones recientes en el espíritu tradicional.

### Escuela marroquí
El corpus marroquí abarca once nubas, codificadas en el siglo XVIII por al-Ha'ik, que incluyen veintiséis modos diferentes.
| Nuba                | Modo                                                                                             |
| Raml al-Máya        | No se admite la reproducción de audio en este navegador. Se puede descargar el archivo de audio. |
| Iráq al-Ajam        | No se admite la reproducción de audio en este navegador. Se puede descargar el archivo de audio. |
| Al-Máya             | No se admite la reproducción de audio en este navegador. Se puede descargar el archivo de audio. |
| Rasd                | No se admite la reproducción de audio en este navegador. Se puede descargar el archivo de audio. |
| Hijaz Al Kabir      | No se admite la reproducción de audio en este navegador. Se puede descargar el archivo de audio. |
| Hijaz               | No se admite la reproducción de audio en este navegador. Se puede descargar el archivo de audio. |
| Al-Ushshaq          | No se admite la reproducción de audio en este navegador. Se puede descargar el archivo de audio. |
| Al-Isbahán          | No se admite la reproducción de audio en este navegador. Se puede descargar el archivo de audio. |
| Al-Istihlál         | No se admite la reproducción de audio en este navegador. Se puede descargar el archivo de audio. |
| Gharíbat al-Housayn | No se admite la reproducción de audio en este navegador. Se puede descargar el archivo de audio. |
| Rasd Al-dhil        | No se admite la reproducción de audio en este navegador. Se puede descargar el archivo de audio. |

La nuba marroquí se estructura en cinco movimientos: basit (‘ligero’), qaim wa-nisf (‘tiempo y medio’), btâyhi (‘acostado’), quddâm (‘adelante’) y dârij o darj (‘final’).

### Escuela tunecina
La nuba tunecina pertenece a la música tradicional culta de Túnez: el maluf.
Un barwal, poema contenido en la nuba nawá, resume el orden de desarrollo de los trece modos y fija así la disposición de las trece nubas tunecinas. Esto da la siguiente disposición:
1. nuba dhil
2. nuba iraq
3. nuba sikâ
4. nuba hsîn
5. nuba rast
6. nuba raml al-maya
7. nuba nawa
8. nuba asbaʻayn
9. nuba rast al-dhil
10. nuba ramal
11. nuba isbahân
12. nuba mazmum
13. nuba mâya

De estas trece nubas, dhil, asbaʻayn, rast al-dhil e isbahân son las más interpretadas y gozan de mayor aceptación entre el público.
La nuba tunecina consta de siete movimientos: msaddar (‘introducción’), abyat (‘versos’), btâyhi (‘extendido’), barwal (‘poema’), darj (‘etapa’), khafif (‘ligero’) y khatm (‘final’), además de la apertura libre e improvisada llamada istiftâh y la tushiya, un interludio.

## Bulo del himno de España
En los años 2010 y 2020 se extendió en España la creencia de que el himno nacional, la Marcha Real tiene su origen en una nuba andalusí llamada نوبة الاستحلال Nūba al-istiḥlāl. Varios expertos, como el catedrático de musicología de la Complutense Francisco Javier Suárez Pajares, han desmentido esta información. Este bulo tiene su origen en el escritor y músico andalucista Antonio Manuel Rodríguez, quien lo afirmó en su libro La huella morisca (2010).El autor atribuyó la nuba al erudito andalusí Avempace (Ibn Baya), a pesar de que no se ha conservado hasta nuestros días ninguna partitura ni música escrita de él. El primer registro del que se tiene constancia de la Nūba al-istiḥlāl es de 1780, mientras que la Marcha Real aparece por primera vez veinte años antes, en el Libro de la Ordenanza de los Toques de Pífanos y Tambores de 1761, atribuido a Manuel de Espinosa. La Marcha se volvió tan popular, que para 1770 ya fue declarada Marcha de Honor por el Rey Carlos III. Por lo que la influencia fue al revés: la Marcha fue la base para la composición de la Nuba.
Parte de la confusión surge en 1994, cuando los musicólogos Omar Metioui (Marruecos) y Eduardo Paniagua (España) formaron el conjunto «Ibn Baya» y bajo este nombre editaron un CD llamado Nuba al-Istihlál, en el cual se puede escuchar esta versión arabizada del himno. Sin embargo, y a pesar de su nombre, la música del dúo no proviene de ninguna partitura de Avempace.

## Discografía
- Anthologie Al-âla: musique andaluci-marocaine. 12 vols.
- Vol. 1: Nûbâ gharîbat al-husayn, version intégrale. Orchestre al-Brihi de Fès; Haj Abdelkrim al-Raïs, dir. 6-CD set. Auvidis W 260010. [Rabat]: Wizarat al-Thaqafah al-Maghribiyah = Royaume du Maroc Ministère de la Culture; Paris: Maison du cultures du monde / INEDIT, 1989.
- Vol. 2: Nûbâ al-'ushshâq, version intégrale. Orchestre Moulay Ahmed Loukili de Rabat; Haj Mohammed Toud, dir. 6-CD set. Auvidis W 260014. [Rabat]: Wizarat al-Thaqafah al-Maghribiyah = Royaume du Maroc Ministère de la Culture; Paris: Maison du cultures du monde / INEDIT, 1990.
- Vol. 3: Nûbâ al-isbihân, version intégrale. Orchestre du Conservatoire se Tétouan; Mohammed Larbi Temsamani, dir. 6-CD set. Auvidis W 260024. [Rabat]: Wizarat al-Thaqafah al-Maghribiyah = Royaume du Maroc Ministère de la Culture; Paris: Maison du cultures du monde / INEDIT, 1993.
- Vol. 4: Nûbâ al-rasd, version intégrale. Orchestre de Tangier; Ahmed Zaytouni Sahraoui, dir. 6-CD set. Auvidis W 260027. [Rabat]: Wizarat al-Thaqafah al-Maghribiyah = Royaume du Maroc Ministère de la Culture; Paris: Maison du cultures du monde / INEDIT, 1995.
- Vol. 5: Nûbâ al-îstihlâl, version intégrale / durée 7 h 40. Orchestre al-Brihi de Fès; Haj Abdelkrim al-Raïs, dir. 7-CD set. Auvidis W 260028. [Rabat]: Wizarat al-Thaqafah al-Maghribiyah = Royaume du Maroc Ministère de la Culture; Paris: Maison du cultures du monde / INEDIT, 1994.
- Vol. 6: Nûbâ rasd al-dhil, version intégrale / durée 6 h 10. Orchestre Moulay Ahmed Loukili de Rabat; Haj Mohammed Toud, dir. 6-CD set. Auvidis W 260029. [Rabat]: Wizarat al-Thaqafah al-Maghribiyah = Royaume du Maroc Ministère de la Culture; Paris: Maison du cultures du monde / INEDIT, 1996.
- Vol. 7: Nûbâ 'irâq al-'ajam, version intégrale. Orchestre de Tanger; Ahmed Zaytouni Sahraoui, dir. 7-CD set. Auvidis W 260030. [Rabat]: Wizarat al-Thaqafah al-Maghribiyah = Royaume du Maroc Ministère de la Culture; Paris: Maison du cultures du monde / INEDIT, 1996.
- Vol. 8: Nûbâ al-hijâz al-kebîr, version intégrale / durée 7 h 30. Orchestre al-Brihi de Fès; Haj Abdelkrim al-Raïs, dir. 7-CD set. Auvidis W 260031. [Rabat]: Wizarat al-Thaqafah al-Maghribiyah = Royaume du Maroc Ministère de la Culture; Paris: Maison du cultures du monde / INEDIT, 1997.
- Vol. 9: Nûbâ ramal al-mâya, version intégrale. Orchestre du Conservatoire de Tétouan; Mohammed Larbi Temsamani, dir. 8-CD set. Auvidis W 260032. [Rabat]: Wizarat al-Thaqafah al-Maghribiyah = Royaume du Maroc Ministère de la Culture; Paris: Maison du cultures du monde / INEDIT, 1997. }}
- Vol. 10: Nûbâ al-hijâz al-msharqî, version intégrale. Orchestre al-Brihi de Fès; Haj Abdelkrim al-Raïs, dir. 7-CD set. Auvidis W 260033. [Rabat]: Wizarat al-Thaqafah al-Maghribiyah = Royaume du Maroc Ministère de la Culture; Paris: Maison du cultures du monde / INEDIT, 1998.
- Vol. 11: Nûbâ al-mâya, version intégrale. Orchestre de Tanger; Ahmed Zaytouni Sahraoui, dir. 7-CD set. Auvidis W 260034. [Rabat]: Wizarat al-Thaqafah al-Maghribiyah = Royaume du Maroc Ministère de la Culture; Paris: Maison du cultures du monde / INEDIT, 1998.
- Vol. 12: Les deux dernièrs quddâm. Ensemble Al-Âla; Mohammed Briouel, dir. 2-CD set. Auvidis W 260035. [Rabat]: Wizarat al-Thaqafah al-Maghribiyah = Royaume du Maroc Ministère de la Culture; Paris: Maison du cultures du monde / INEDIT, 1999.
- Maroc: Musique classique Andalou-Maghrébine. Nûba al-Hijâz al-Kabîr; Nûba al-'istihlâl. Orchestre de Fez; Hajj Abdelkrim Raïs, dir. Collection dirigée par Pierre Toureille. Recorded 29 March 1984 at Studio 105, Radio France, Paris. 1-CD. Ocora C559016. Paris: Radio France; Harmonia Mundi, 1987.
- Música Andalusi, Escuela de Rabat, Orquesta de la Radio Televisión de Marruecos, Mûlây Ahmed Lúkílí, Msháliyya l-Kbíra, recorded in 1962, Btáyhi r-Rásd, recorded in 1958. Madrid: Pneuma, 1998.
- Música Andalusi, Escuela de Tetuán-Tánger, Orquesta del Conservatorio de Tetúan, Mohammed Ben Arbi Temsamani, Qá'im Wa Nisf Al Istihlál, recorded in 1960. Madrid: Pneuma, 1999.
- Música Andalusi, Escuela de Fez, Orquesta Brihi, Abdelkrim Rais, Qyddám Al-Máya, Cantor Muhammed Jsásí. Madrid: Pneuma, 2000.
- Musique arabo-andalouse classique. nuba Hijaz M'Charqi; nuba Raml al Mâya. Mahammed Al Moussadir (melismatic chant); Ahmed Chikhi (voice and oud); Mustapha Amri (oud and alto kamanja); Mohammed Diouri (swissèn); Hadj Mohammed Lahlou (tar); Hadj Ustad Mohammed Masano Tazzi (rebab), dir. Recorded June 1987 at Hay al Amal, Fez, Marocco. 1-CD. Le Chant du Monde CMT 274 1007. [Paris]: Le Cant du Monde, 1995.
- Nawba hijaz la-msharqi. Françoise Atlan (soprano), Abdelfettah Bennis (tenor), Noureddine Tahri (tenor); Abdelkrim Raïs Andalusian Orchestra of Fès; Mohammed Briouel, dir. Recorded 18 October 1998, in the Mnehbi Palace, in the Medina at Fès, Morocco. 1-CD. Erato 3984-25499-2.Paris: Erato Disques, S. A., 1999